# Клюшниково (Дмитровський міський округ)
Клю́шниково (рос. Клюшниково) — присілок у складі Дмитровського міського округу Московської області, Росія.

## Населення
Населення — 77 осіб (2010; 73 у 2002).
Національний склад (станом на 2002 рік):
- росіяни — 74 %